# La bellezza salverà il mondo
La bellezza salverà il mondo. Wilde, Rilke, Cvetaeva (titolo originale francese: Les Aventuriers de l'absolu) è un saggio del filosofo bulgaro Cvetan Todorov; tratta dell'aspirazione all'assoluto, ricercata attraverso la via dell'arte. 

## Contenuto
Todorov ripercorre ed analizza le vite di tre grandi autori (Oscar Wilde, Rainer Maria Rilke e Marina Cvetaeva), scelti poiché hanno posto la loro intera esistenza al servizio del bello e della perfezione; il saggista dà la propria interpretazione a ciascuna di esse, concludendo con la sua riflessione sull'arte di vivere. Il titolo italiano riprende una frase del principe Myškin ne L'idiota di Dostoevskij.

## Edizione italiana
- La bellezza salverà il mondo, trad. Emanuele Lana, Milano, Garzanti, 2010 ISBN 9788811600565